# 2205 Glinka
2205 Glinka је астероид главног астероидног појаса чија средња удаљеност од Сунца износи 3,003 астрономских јединица (АЈ).
Апсолутна магнитуда астероида је 11,8.